# Бурзин шах
Бурзин шах, такође познат по арапском облику Барзан Џах, био је ирански племић из Куће Карен. Потомак Сухре, био је гувернер Нишапура за време владавине сасанидског краља Јездигерда III (в. 632–651).

## Биографија
Године 651-652. Абдулах ибн Аамир извршио је напад на Хорасан и склопио споразум са канарангом из Туса, Канадбаком. У споразуму је Канадбак пристао да плаћа данак Арапима док му је и даље остла контрола његових територија у Тусу. Да би ојачао ослабљену породицу Карен и да би повратио изгубљену територију Каренида, Бурзин је заједно са још једним Каренидом по имену Савар Карин пружао отпор Арапима и покушао да поврати територију од породице Канарангијан. Међутим, Абдулах је уз помоћ Канадбака напао Нишапур и поразио двојицу побуњеника. Абдулах је тада наградио Канадбака дајући му контролу над Нишапуром.  Није познато да ли је Бурзин убијен током овог догађаја.